# Prix Sévigné
Le prix Sévigné est un prix littéraire français créé en 1996, par Anne de Lacretelle, fille de Jacques de Lacretelle, à l’occasion du tricentenaire de la mort de la marquise de Sévigné. 
Ce prix couronne la publication d’une correspondance inédite, ou d’une réédition augmentée d’inédits apportant une connaissance nouvelle par ses annotations et ses commentaires, sans limitation d’époque, en langue française, ou traduite d’une langue étrangère.
Remis tous les ans, le prix Sévigné s’accompagne d’une dotation de la Fondation de la Poste d'un montant de 1 500 €.

## Jury
Le jury est composé en 2019 de Jean Bonna (Président d’honneur), Claude Arnaud, Jean-Pierre de Beaumarchais, Manuel Carcassonne, Jean-Paul Clément, Charles Dantzig, Anne de Lacretelle (Présidente fondatrice), Marc Lambron, Diane de Margerie, Gilbert Moreau, Christophe Ono-Dit-Biot, Daniel Rondeau.

## Partenariats
Le prix Sévigné bénéficie du soutien de la Fondation d’entreprise La Poste (depuis 2006) et d’Hermès (depuis 2007).
Le prix Sévigné est partenaire du Festival de la Correspondance de Grignan, fondé en 1996 et se déroulant chaque mois de juillet, festival dont la directrice artistique est Julia de Gasquet depuis 2015.

## Lauréats
| Année             | Lauréats                                                            | Livre                                                                           | Editeur                          |
| ----------------- | ------------------------------------------------------------------- | ------------------------------------------------------------------------------- | -------------------------------- |
| 2024              | Martin Rueff                                                        | Italo Calvino Le Métier d'écrire, correspondance 1940-1985                      | Gallimard, coll. Du Monde entier |
| 2023              | Rémy Amouroux                                                       | Marie Bonaparte-Sigmund Freud Correspondance intégrale                          | Flammarion                       |
| 2022              | Bernard Bastide                                                     | François Truffaut Correspondance avec des écrivains (1948-1984)                 | Gallimard                        |
| 2021              | Alban Cerisier                                                      | Antoine de Saint-Exupéry-Consuelo de Saint-Exupéry Correspondance (1930-1944)   | Gallimard                        |
| 2020              | Olivier Muth                                                        | Louise de Vilmorin-Jean Hugo Correspondance croisée (1935-1954)                 | Honoré Champion                  |
| 2019              | Manuel Cornejo,                                                     | Maurice Ravel L'intégrale : Correspondance (1895-1937), écrits et entretiens    | Le Passeur Éditeur               |
| 2018              | Hélène Baty-Delalande                                               | Pierre Drieu la Rochelle - Jean Paulhan Correspondance, 1925-1944               | Claire Paulhan                   |
| 2017              | Jean-Yves Brancy Siegrun Barat (Traductrice)                        | Stefan Zweig - Romain Rolland Correspondance 1928-1940                          | Albin Michel                     |
| 2016              | Marie-Bénédicte Dielhelm Marc Fumaroli (Préface)                    | Alexandre de Humboldt Lettres de Alexandre de Humboldt à Claire de Duras        | Editions Manucius                |
| 2015              | Alain Pagès Brigitte Émile-Zola                                     | Émile Zola Lettres à Alexandrine (1876-1901)                                    | Gallimard                        |
| 2014              | Georges Liébert                                                     | Franz Liszt, Richard Wagner Correspondance                                      | Gallimard                        |
| 2013              | Philippe Berthier                                                   | Jules Barbey d'Aurevilly Lettres à Trebutien 1832-1858                          | Bartillat                        |
| 2012              | Caroline Mauriac                                                    | François Mauriac Correspondance intime                                          | Robert Laffont                   |
| 2012 Prix spécial | Hans Bots et ses collaborateurs                                     | Madame de Maintenon Correspondance                                              | Champion                         |
| 2011              | Adelin-Charles Fiorato                                              | Michel-Ange Carteggio (2 tomes)                                                 | Les Belles Lettres               |
| 2010 Etranger     | Elena Balzamo                                                       | August Strindberg Correspondance - Tome 1 (1858-1885)                           | Zulma                            |
| 2010 France       | Julien Hervier                                                      | Pierre Drieu la Rochelle Lettres d'un amour défunt Correspondance 1929-1945     | Bartillat                        |
| 2009              | Peter Fawcett                                                       | André Gide, Paul Valéry Correspondance 1890-1942                                | Gallimard                        |
| 2008 France       | Jean-Jacques Lefrère                                                | Arthur Rimbaud Correspondance                                                   | Fayard                           |
| 2008 Etranger     | Monique Baccelli Antonio Prete                                      | Giacomo Leopardi Correspondance Générale 1807-1837                              | Allia                            |
| 2007              | Stéphane Pesnel                                                     | Joseph Roth Lettres choisies (1911 - 1939)                                      | Le Seuil                         |
| 2006              | Évelyne Lever                                                       | Marie-Antoinette Correspondance (1770-1793)                                     | Tallandier                       |
| 2005              | Henry Bouillier Annie Joly-Segalen Dominique Lelong Philippe Postel | Victor Segalen Correspondance (2 tomes)                                         | Fayard                           |
| 2004              | Michel Bressolette René Mougel                                      | Jacques Maritain, Raïssa Maritain, Maurice Sachs Correspondance (1925-1939)     | Gallimard                        |
| 2003              | Pierre Michel                                                       | Octave Mirbeau Correspondance Générale (3 tomes)                                | L'Age d'Homme                    |
| 2002              | Jean-Paul Goujon                                                    | Pierre Louÿs Mille lettres inédites de Pierre Louÿs à Georges Louis (1890-1917) | Fayard                           |
| 2001              | Ornella Volta                                                       | Erik Satie Correspondance presque complète                                      | Fayard                           |
| 2000              | Annie Epelboin Traduction Ghislaine Capogna-Bardet                  | Ossip Mandelstam Lettres                                                        | Actes Sud                        |
| 1999              | Jacques Cateau Traduction Anne Coldefy-Faucard                      | Dostoïevski Correspondance (5 tomes)                                            | Bartillat                        |
| 1998              | Daniel Durosay                                                      | André Gide L'Enfance de l'Art. Correspondances avec Élie Allégret (1886-1896)   | Gallimard                        |
| 1997              | Daniel Maggetti Georges Dulac                                       | Ferdinando Galiani et Louise d'Epinay Correspondance (5 tomes)                  | Desjonquères                     |
| 1996              | Bertrand Marchal                                                    | Stéphane Mallarmé Lettres à Méry Laurent                                        | Gallimard                        |